# Bass Museum
Le Bass Museum of Art est un musée d'art contemporain situé à Miami Beach en Floride, aux États-Unis. Il a été fondé en 1964 grâce à une donation d'une collection privée de John et Johanna Bass à la ville de Miami Beach. Le musée a ouvert dans ce qui était autrefois une bibliothèque publique, un bâtiment Art déco des années 1930 conçu par Russell Pancoast. Il a été réaménagé une première fois en 2001 par l'architecte Arata Isozaki , et un deuxième réaménagement devrait aboutir en 2017

## Histoire

### John et Johanna Bass et les premières années
John Bass (1891-1978) et Johanna Redlich (morte en 1921) étaient des immigrants juifs en provenance de Vienne, en Autriche, qui résidaient à Miami Beach. John Bass, passionné par les arts, est devenu président de la Fajardo Sugar Company de Porto Rico. En 1963, le couple a légué une collection de plus de 500 œuvres, y compris des tableaux de maîtres anciens, et des sculptures à la ville de Miami Beach, avec l'obligation pour la ville de créer cette institution ouverte au public à perpétuité. En 1964, le musée a ouvert ses portes dans l'ancienne bibliothèque publique, un bâtiment art déco des années 1930 conçu par Russell Pancoast, qui avait déjà une histoire comme centre d'exposition. John Bass a dirigé le musée depuis sa fondation en 1964 jusqu'à sa mort en 1978.

### La première phase d'expansion
En 1980, l'historienne de l'art Diane Camber a été embauchée à titre de Directeur Exécutif du musée. Elle a travaillé à la professionnalisation de l'activité au sein de l'institution et a aussi lancé avec succès une campagne de financement d'une extension. Sous sa direction en 2001, le bâtiment du musée original a été rénové, et une nouvelle aile, conçue par l'architecte Arata Isozaki, a été ajoutée. La taille du musée a doublé. En 2002, l'agrandissement du bâtiment a été inauguré avec l'exposition Globe Miami Island.

### Nouvelle étape
En 2009, le musée connaît une refonte sous l'impulsion de George Lindemann, Jr devenu Président du Conseil d'Administration et de Silvia Karman Cubiñá Directrice exécutive.
En 2013, le musée annonce un investissement de 7,5 millions de dollars, avec l'aide de la ville de Miami Beach, pour engager une deuxième phase de la transformation. L'institution décide de travailler de nouveau avec l'architecte Arata Isozaki, avec consultation de David Gauld. La rénovation vise à augmenter de 50 % les espaces. Le musée ferme ses portes pour la construction en mai 2015. En septembre 2016, le musée annonce la réouverture au public pour le printemps 2017,, réouverture effective finalement en décembre 2017.

## Expositions

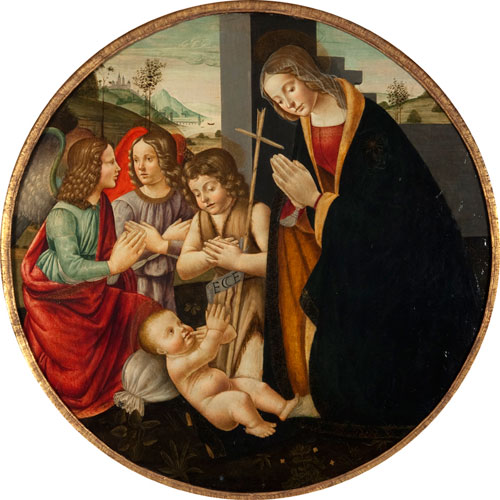
La vierge Adorant l'Enfant jésus, avec les Anges et le petit Saint Jean Baptiste, attribué à l'atelier de Domenico Ghirlandaio, dans la collection permanente.

Le musée est reconnu pour avoir organisé les premières expositions personnelles aux États-Unis d'artistes internationaux tels que Erwin Wurm. Il a également présenté des expositions majeures d'artistes influents tels que El Anatsui, Isaac Julien, Eve Sussman, et Piotr Uklański. 
En 2003, le musée a présenté une exposition itinérante intitulée, US Design, 1975-2000, une évaluation critique de l’œuvre de trois générations de designers américains au cours des 25 dernières années du XXe siècle.
Sous la direction de Silvia Karman Cubiñá, directrice générale et conservatrice en chef depuis 2009, le Bass Museum of Art a aussi présenté :
- Where Do We Go From Here? Selections sélection de la collection Jumex (2009)
- Isaac Julien: Creative Caribbean Network (2010)
- Erwin Wurm: Beauty Business (2011)
- The Endless Renaissance - Six Solo Artists Projects : Eija-Liisa Ahtila, Barry X Ball, Walead Beshty, Hans-Peter Feldmann, Ged Quinn, Araya Rasdjarmrearnsook (2012), co-organisée par Cubiná et Steven Holmes
- De Picasso à Koons: l'artiste-joaillier (2013)
- Piotr Uklański: ESL (2013)
- Vanitas : Fashion and Art (2014)
- Gravity and Grace: Monumental Works de El Anatsui (2014)
- One Way: Peter Marino (2015)

## Collection permanente
La collection permanente du musée comprend de la peinture et de la sculpture européenne, depuis le XVe siècle jusqu'à aujourd'hui, des textiles, des tapisseries et des vêtements ecclésiastiques, et des artefacts; des œuvres du XXe siècle et XXIe siècle d'Amérique du Nord, d'Amérique latine, d'Asie et des Caraïbes, de l'art, des photographies, des estampes et des dessins; et de l'architecture moderne et contemporaine et de design, ainsi,enfin, que des éléments de l'histoire de Miami Beach.